# Памятник Фридриху Людвигу Яну

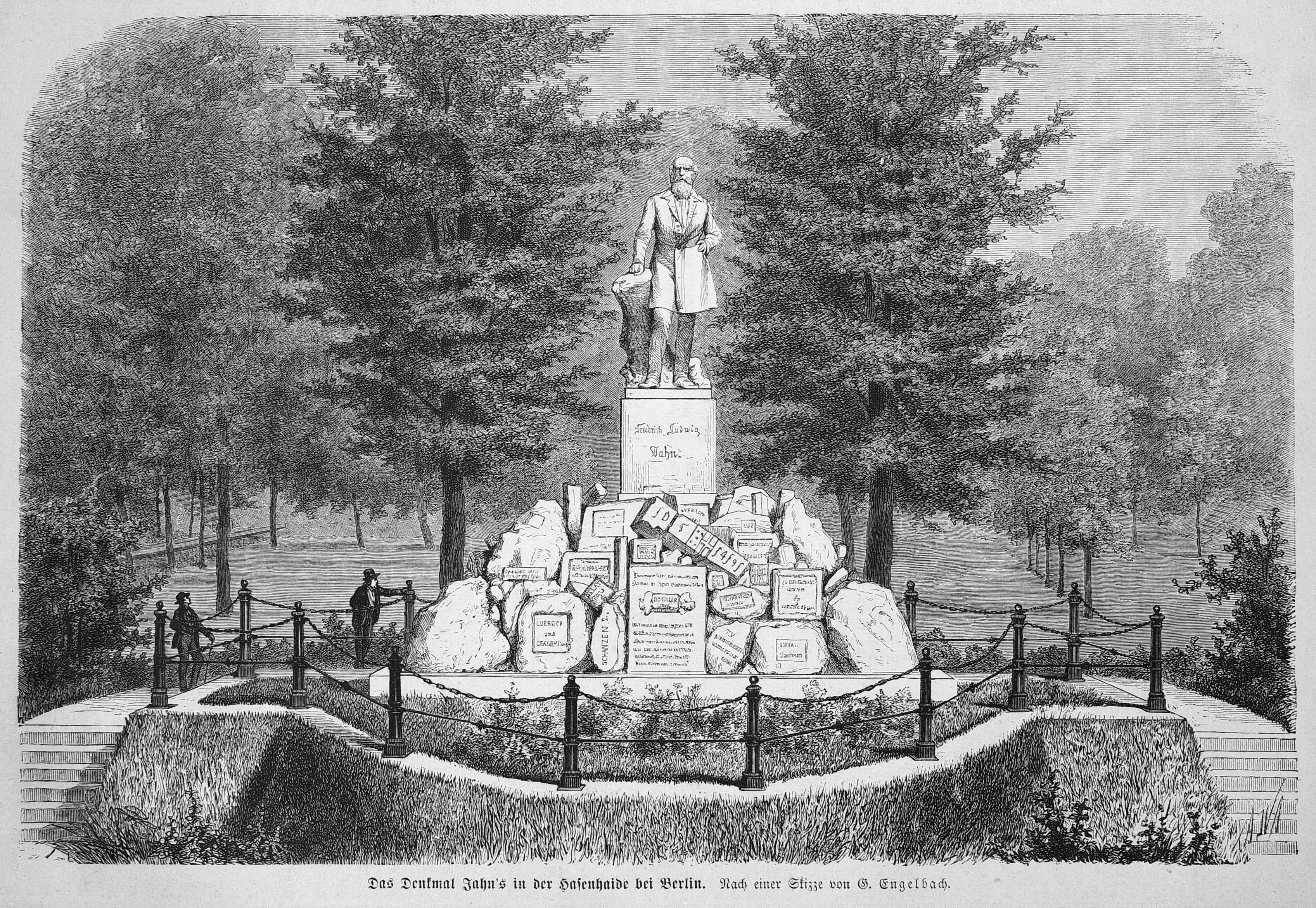
Памятник в 1872 г.

Памятник Фридриху Людвигу Яну (нем. Jahndenkmal ) — монумент, сооружённый в г. Берлине (Германия) в честь Фридриха Людвига Яна, немецкого общественного деятеля, признанного «отцом современной гимнастики». Расположен на месте бывшего первого гимнастического поля в Германии, которое Ян открыл 19 июня 1811 года.
Автор памятника скульптор Эрдман Энке. Руководил сооружением памятника комитет под руководством Эрнста фон Пфюэля. Расходы, в основном, несли сами гимнасты, а берлинский магистрат внёс лишь небольшой вклад. С другой стороны, гимнастические клубы со всего мира, в том числе и из Германии, отправили в Берлин 139 каменных блоков различных размеров с надписями и без них на камнях, которые были использованы при строительстве памятника.
Открыт Немецкой ассоциацией гимнастики 10 августа 1872 года.
Скульптура из бронзы. Первоначально размещался примерно в 100 м к северу от нынешнего местоположения. К летним Олимпийским играм 1936 года мемориал был перенесен на его нынешнее место на небольшом холме в берлинском парке Хазенхайде.